# Thermoanaerobacterales
Thermoanaerobacterales (talvolta scritto erroneamente Thermoanaerobacteriales) è un ordine di batteri appartenente alla classe Clostridia.
Esso comprende le famiglie Thermoanaerobacteraceae e Thermodesulfobiaceae.